# 塩町 (掛川市)
塩町（しおまち）は、静岡県掛川市にある大字。

## 地理
静岡県掛川市の北部に位置する。合併前の旧掛川市においては南部に位置していた。南北に広がる大字である。全域が平地であり住居や商店が集積している。北から東に向かって静岡県道37号掛川浜岡線が貫いており、南西端で静岡県道38号掛川大東線に接している。南部においてはJR東海道新幹線やJR東海道本線が通過している。また、西端で神代地川と接している。
近隣には大字の名称と集落の名称とが一致しない地が散見されるが、塩町においては大字としての住所表記は「塩町」と記されるのに対し、集落としては他の大字とともに「町東部」を構成している。なお、大字としての塩町に関する一帯には、掛川市の自治区である塩町区が置かれている。塩町区は神明宮の氏子区域であり、掛川祭にて手踊りとして「浦島」を披露することでも知られている。

### 河川
- 神代地川

## 歴史
塩町と呼ばれている地は、もともとは遠江国佐野郡掛川宿の一部であった。具体的には、掛川宿のうち塩町が、のちの大字としての塩町に該当する。掛川宿は、山内氏領となったが、江戸時代に入ると掛川藩領となった。明治元年には駿府藩領となり、明治2年には静岡藩領となった。この掛川宿の塩町が、のちの大字としての塩町に該当する。
町村制が施行された1889年（明治22年）に掛川宿は下俣町、十九首町、仁藤村の大部分、大池村の一部、葛川村の一部と合併することになり、掛川町が発足した。その後の度重なる市町村合併を経て、この地は掛川市の一部となった。

### 地名の由来
掛川宿の塩町は、遠江国榛原郡川崎町村にて製造された塩を販売していたことから、それに因んで「塩町」と呼ばれるようになった。なお、掛川宿の塩町は、相良湊や川崎湊から掛川宿へと至る街道にも沿っており、この街道は「塩の道」とも呼ばれている。

### 沿革
- 1871年 - 佐野郡が静岡県に移管。
- 1871年 - 佐野郡が浜松県に移管。
- 1876年 - 佐野郡が静岡県に移管。
- 1889年 - 静岡県佐野郡掛川宿、下俣町、十九首町、仁藤村の大部分、大池村の一部、葛川村の一部が合併して掛川町を設置。
- 1896年 - 静岡県佐野郡、城東郡が合併して小笠郡を設置。
- 1954年 - 静岡県小笠郡掛川町が曽我村、東山口村を編入して掛川市を設置。

## 世帯数と人口
2024年（令和6年）3月末日現在の世帯数と人口は以下の通りである。
| 大字 | 世帯数 | 人口  |
| ---- | ------ | ----- |
| 塩町 | 81世帯 | 178人 |

## 事業所
2021年（令和3年）現在の事業所数と従業員数は以下の通りである。
| 大字 | 事業所数 | 従業員数 |
| ---- | -------- | -------- |
| 塩町 | 35事業所 | 166人    |

## 小・中学校の学区
公立小・中学校に通う場合、学区は以下の通りとなる。
| 自治区 | 小学校             | 中学校           |
| ------ | ------------------ | ---------------- |
| 塩町区 | 掛川市立第一小学校 | 掛川市立東中学校 |

## 交通

### バス
- しずてつ掛川大東浜岡線 - 塩町停留所
- 掛川バスサービス市街地循環線 - 塩町停留所

### 道路
- 静岡県道37号掛川浜岡線
- 静岡県道38号掛川大東線

## 施設
- 塩町公会堂[13]

## その他

### 郵便
- 郵便番号：436-0076[2]（集配局：掛川郵便局）

### 警察
警察の管轄区域は以下の通りである。
| 番地 | 警察署     | 交番・駐在所 |
| ---- | ---------- | ------------ |
| 全域 | 掛川警察署 | 掛川駅前交番 |

### 消防
消防の管轄区域は以下の通りである。
| 番地 | 消防署・分署 | 消防団分団 |
| ---- | ------------ | ---------- |
| 全域 | 中央消防署   | 第一分団   |

### 自衛隊
陸上自衛隊の管轄区域は以下の通りである。
| 番地 | 方面隊     | 師団・旅団 | 部隊               |
| ---- | ---------- | ---------- | ------------------ |
| 全域 | 東部方面隊 | 第一師団   | 第三十四普通科連隊 |

### 註釈
1. ↑  静岡県掛川市のうち旧掛川市においては、自治区ごとに小・中学校の学区が定められている[12]。